# Dichroplus porteri
Dichroplus porteri är en insektsart som beskrevs av Liebermann 1943. Dichroplus porteri ingår i släktet Dichroplus och familjen gräshoppor. Inga underarter finns listade i Catalogue of Life.